# Gyldendal Norsk Forlag
Koordinaten: 59° 54′ N, 10° 44′ O
Gyldendal Norsk Forlag ist einer der größten Verlage Norwegens. Er verlegt ein breites Spektrum an Literatur, sowohl Belletristik als auch Sachbücher. Gyldendal Norsk Forlag umfasst die Geschäftsbereiche Gyldendal Litteratur, Gyldendal Undervisning, Gyldendal Akademisk und Gyldendal Rettsdata sowie die Imprint-Verlage Tiden und Kolon. Gyldendal gibt auch die Literaturzeitschrift Vinduet heraus.
Der Geschäftsführer des Verlags ist Arne Magnus. Er hat im Januar 2015 die Nachfolge von Fredrik Nissen angetreten. Der Vorsitzende des Verwaltungsrats ist John Tørres Thuv. Im Jahr 2022 beschäftigte der Verlag 337 Mitarbeiter, erzielte Betriebseinnahmen in Höhe von 981 Millionen NOK und einen Betriebsgewinn von 95 Millionen NOK. Im Jahr 2020 verfügte der Verlag über eine Million digitaler Lizenzen, die 40 Prozent der Verlagseinnahmen generierten. Sie umfassen digitale Lehrmittel für Schulen, Werkzeuge für Beschäftigte im Gesundheitswesen und Rechtsquellen für Juristen.
Die Geschichte des Verlags geht auf das Jahr 1925 zurück, als das dänische Unternehmen Gyldendal seine norwegischsprachige Abteilung an Investoren aus Norwegen verkaufte. Harald Grieg war seit der Gründung des Unternehmens im Jahr 1925 bis 1970 Geschäftsführer.
Gyldendal Norsk Forlag ist Teil des börsennotierten Konzerns Gyldendal ASA, der in den vier Hauptbereichen Verlagswesen, Buchhandel, Buchklubs und Vertrieb tätig ist. Gyldendal ASA ist der alleinige Eigentümer der Buchhandelskette ARK Bokhandel AS und besitzt außerdem die Hälfte von Kunnskapsforlaget, Forlagssentralen und De norske Bokklubbene.

## Geschichte

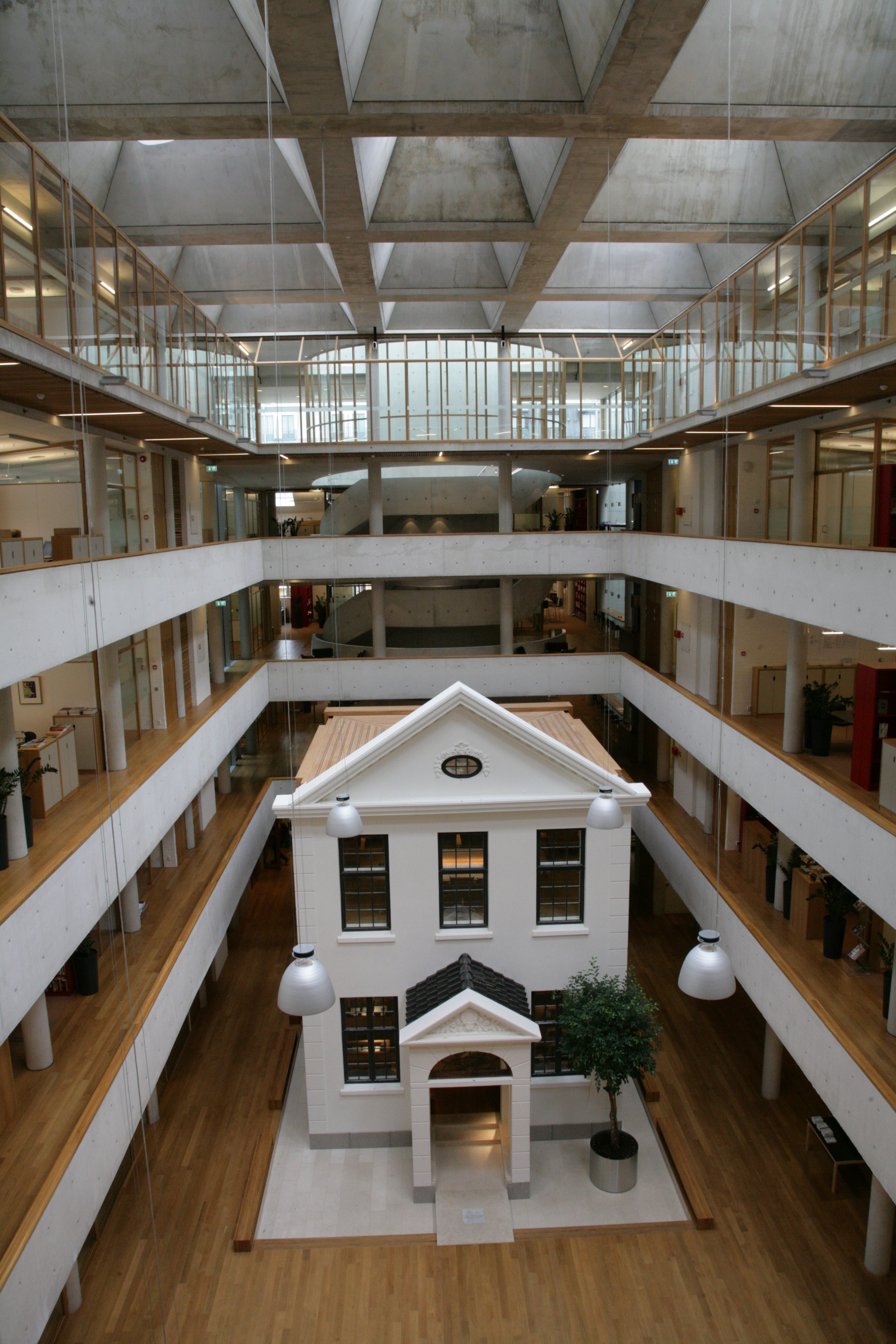
Das Dänische Haus im Ibsen-Saal im Gyldendal-Haus, dem neuen Gebäude des Verlags hinter der alten Fassade am Sehesteds gate in Oslo.

Gyldendal wurde 1925 gegründet, nachdem norwegische Investoren Aktienkapital aufbrachten, um die Rechte norwegischer Autoren vom dänischen Verlag Gyldendal in Kopenhagen zu kaufen. Dieser Vorgang, oft als „Rückkauf“ (Hjemkjøpet) bezeichnet, wurde von Januar bis Dezember 1924 verhandelt.  Der neue Verlag wurde nach dem dänischen Verlag benannt, der seit den 1860er Jahren der führende Verlag in Dänemark und Norwegen war. Als Ergebnis der Übernahme und der Verhandlungen erhielt der Verlag in Norwegen den Namen Gyldendal Norsk Forlag und in Dänemark den Namen Gyldendal.
Im Rückblick betrachtet, war der Rückkauf der „großen Vier“ Henrik Ibsen, Bjørnstjerne Bjørnson, Alexander Lange Kielland und Jonas Lie, aber auch der zeitgenössischen Autoren wie Knut Hamsun, Vilhelm Krag, Johan Bojer, Nils Kjær und Peter Egge ein Meilenstein in der Etablierung einer eigenständigen norwegischen Literatur.
Der Verlag veröffentlichte in den Jahren 1929–1959 die gelbe Reihe (Den gule serie) mit Übersetzungen ausländischer Romane, mehrheitlich aus Frankreich und den USA. An deutschsprachigen Autoren waren Anna Seghers, Alexander Lernet-Holenia, Leo Perutz, Franz Kafka und Heinrich Böll vertreten.
1975 gründeten Gyldendal Norsk Forlag und der Aschehoug Verlag den Verlag Kunnskapsforlaget, um gemeinsam das 16-bändige Store norske leksikon als Fortsetzung von Aschehougs konversasjonsleksikon und Gyldendals konversasjonsleksikon zu entwickeln und zu vertreiben.
Gyldendal übernahm 1982 die Schulbuchabteilung des Fabritius forlag, 1992 Ad Notam und 1999 Forlaget Yrkesopplæring. Im Jahr 1999 übernahm Gyldendal zusammen mit Aschehoug die Universitetsforlaget. Ad Notam wurde eine Zeit lang als Tochtergesellschaft Ad Notam Gyldendal geführt; 1999 wurden Ad Notam und Gyldendals Anteil am Universitetsforlaget mit Gyldendals Abteilung für akademische Literatur zusammengelegt.
1991 wurde Tiden Norsk Forlag eine Tochtergesellschaft von Gyldendal, wobei Gyldendal 91 % der Anteile hielt. Am 1. Januar 2004 übernahm Gyldendal alle Anteile und Tiden wurde als Abteilung in die Gyldendal-Gruppe eingegliedert. Die Kinder- und Jugendbuchabteilungen von Tiden und Gyldendal wurden 1996 in Gyldendal Tiden ANS zusammengeführt.
Im November 2007 zog der Verlag in neue Räumlichkeiten hinter der alten Fassade am Sehesteds plass ein. Das neue Gebäude wurde von Sverre Fehn entworfen und beinhaltet den Ibsen-Saal, das Dänische Haus und den Hamsun-Saal.

## Literaturpreise

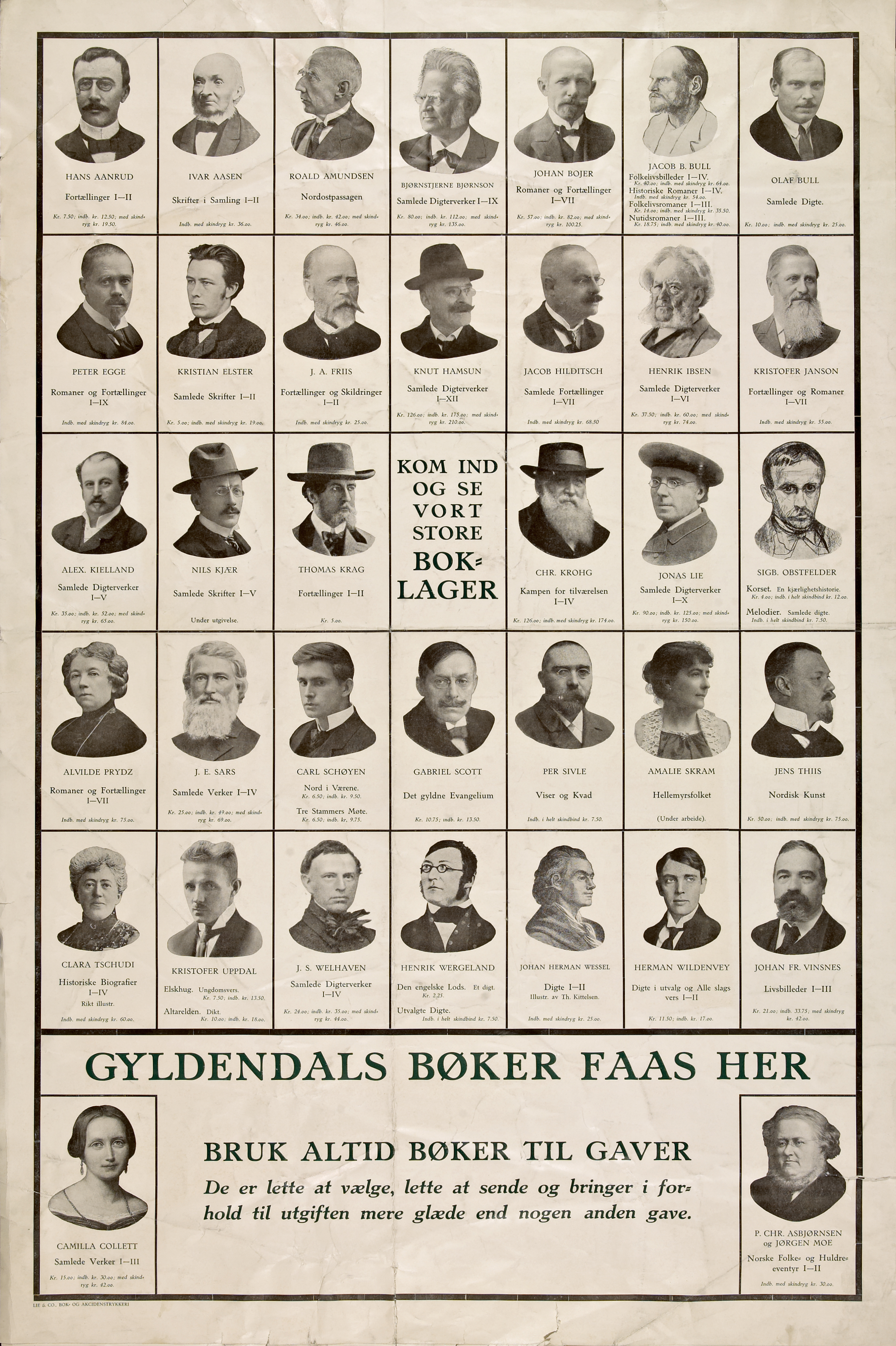
Gyldendals Bøker faas her: Reklameplakat für Gyldendal